# Каткаси
Катка́си (рос. Каткасы, чув. Каткасси) — присілок у складі Цівільського району Чувашії, Росія. Входить до складу Поваркасинського сільського поселення.
Населення — 76 осіб (2010; 98 у 2002).
Національний склад:
- чуваші — 100 %